# VE 9
 (décembre 2020).
La VE 9 est une fusée / missile expérimentale française, développé par la Société d'étude et de réalisation d'engins balistiques (SEREB) pour le programme des « Études balistiques de base » (EBB), dits des « Pierres Précieuses ». Son objectif est de tester la récupération d’ogives massives, de plus de 300 kg, après largage depuis un bombardier SO4050 Vautour. Il lèguera sa case à équipements à la fusée VE 10 Aigle.

## Histoire
En 1961, la France, précisément, le SEREB, entame le début du projet « Études balistiques de base » (EBB), dits des « Pierres précieuses », consistant à mettre au point le missile S2 et le lanceur Diamant. Le développement industriel est confié aux deux sociétés Nord-Aviation et Sud-Aviation. Entre 1961 et 1965, la France possède toutes les connaissances nécessaires pour la réalisation d’un missile à longue portée ainsi que d’un lanceur de satellite. Plusieurs fusées expérimentales sont conçues, permettant de mettre au point séparément un ou plusieurs équipements. Une série d'essais fut tout d'abord réalisée avec des ogives inertes VE8 larguées d'avions entre 1960 et 1962, pour se consacrer à la mise au point des techniques de récupération des ogives. Par la suite, la case à équipement du VE8 est transférée sur une fusée à poudre, ce qui donne la VE9, propulsée avec le moteur-fusée le plus puissant disponible à l'époque, le SEPR 732 de 55 centimètres de diamètre utilisé comme booster du missile sol-air SE4400. La VE9 doit embarquer une ogive d’une masse de plus de 300 kg, après largage depuis un bombardier SO4050 Vautour. Par la suite, la case à équipement est léguée sur un étage à propulsion solide plus possédant un moteur-fusée plus puissant (le SEPR 737), ce qui donnera la fusée VE 10 Aigle et par la suite la VE 110 Agate. L’objectif de la VE 110 Agate est d’expérimenter la case à équipement du VE9, pour ensuite les transférer sur les fusées du programme Émeraude, Topaze et Saphir. 

## Caractéristique technique
D’une taille de 7 mètres de haut et 0,55 mètre de large, et d’une masse de 1,685 tonne, il est composé d’un étage d’une taille de 0,55 cm de largeur, propulsé par un SEPR 732, utilisé comme booster du missile sol-air SE4400, fabriqué par la SEPR, brûlant comme propergol solide de la poudre de Plastolite de 470 kg / 985 kg pendant une durée de combustion de 4,7 secondes. Il avait une capacité d’emport de plus de 390 kilogrammes, pouvant atteindre une altitude maximale de 6 km.

## Historique de lancements
| Résultat | Résultat | Résultat | Vol n° | Version | Date de lancement (UTC) | Base de lancement | Charge(s) utile(s) | Objectif           |
| -------- | -------- | -------- | ------ | ------- | ----------------------- | ----------------- | ------------------ | ------------------ |
|          | ✓        |          | 1      | VE 9    | 12 novembre 1960        | Hammaguir         | Ogive              | Récupération ogive |
|          | ✓        |          | 2      | VE 9    | 15 novembre 1960        | Hammaguir         | Ogive              | Récupération ogive |